# 塩尻機関区
塩尻機関区（しおじりきかんく）は、長野県塩尻市大字大門521にある日本貨物鉄道（JR貨物）関東支社の乗務員基地である。長野市篠ノ井二ツ柳に篠ノ井派出を持つ。

## 歴史
1982年（昭和57年）5月17日、国鉄塩尻駅が移転（篠ノ井線松本駅方へ500メートル）した際、旧駅西方の新本線と旧本線（短絡線として存続）の間の用地に機関車留置線6線と、電気機関車の仕業検査線（屋外ピット・パンタグラフ点検台を具備）1線、ディーゼル機関車の仕業検査庫（検査線1線）1棟が設けられた。
2004年（平成16年）のダイヤ改正で、塩尻機関区の名前が新たに起こされた。旧塩尻駅部分は貨物列車の着発線・留置線として使われており、列車ダイヤ上は「塩尻（大門）」と表記されている。2023年（令和5年）現在、塩尻地区では、貨物列車の停車や夜間駅留置は設定されているが、機関車交換や仕業検査は設定されていない。
「塩尻客貨車区」（電報略号長ホシ、1984年（昭和59年）2月1日廃止）、「塩尻運転区」（1985年（昭和60年）3月14日松本運転所塩尻支所から改称）とは関係がない。傍にはレゾナック塩尻事業所がある。

### 沿革
- 2003年（平成15年）4月1日 - JR東日本松本運輸区への中央東線貨物列車運転業務の委託を解消するため、篠ノ井総合鉄道部塩尻派出として開設。
- 2004年（平成16年）4月1日 - 篠ノ井総合鉄道部を改組し、塩尻機関区を設置[2]。篠ノ井の運転・検修部門は塩尻機関区篠ノ井派出となる[2]。

## 運転士乗務範囲
2007年（平成19年）11月時点
- 中央本線：甲府駅 - 塩尻駅 - 中津川駅間[5]
- 篠ノ井線：塩尻駅 - 篠ノ井駅間[5]
- 信越本線：篠ノ井駅 - 北長野駅間[5]
- しなの鉄道線：篠ノ井駅 - 西上田駅間[5]

## 篠ノ井派出
塩尻機関区篠ノ井派出（しおじりきかんくしののいはしゅつ）は、長野県長野市篠ノ井二ツ柳1972番地にある日本貨物鉄道（JR貨物）関東支社の車両基地・乗務員基地である。信越本線篠ノ井駅に隣接しており、南西に位置する。元の名称は篠ノ井機関区[篠]→篠ノ井総合鉄道部[篠]。
車両配置はなくなっているが、他区所属の電気機関車の仕業検査を実施している。

### 歴史
1973年（昭和48年）の篠ノ井線篠ノ井 - 松本間および中央西線塩尻 - 中津川間の電化開業に伴い、長野運転所からの機関車移設計画によって誕生した。1973年（昭和48年）7月2日開設。長野鉄道管理局管内では、上諏訪、中込、木曽福島に次いで4番目の開設となった。篠ノ井機関区開設以前に落成したEF64形電気機関車は長野運転所に配属となったが、機関区開設に伴って篠ノ井機関区に転属している。開設以降に納入された機関車は篠ノ井機関区が初配置区である。
1986年（昭和61年）11月1日に篠ノ井貨車区（長シノ）を吸収している（旧篠ノ井貨車区にて車両解体が行われていた）。1995年（平成7年）4月1日には保全区と統合され、篠ノ井総合鉄道部に改組されたが、配置車両には変化がなかった。1996年（平成8年）4月1日にはJR貨物の篠ノ井駅を統合。その後、2004年（平成16年）4月1日に、総合鉄道部を解消して再び運転・検修部門単独の組織となり、塩尻派出を塩尻機関区本区とし、篠ノ井の部門は塩尻機関区篠ノ井派出となった。改組後も検修は以前と変わらず篠ノ井派出で実施している。
国鉄時代末期の1985年（昭和60年）には、飯田線用のED62形電気機関車8両が浜松機関区から転入し、JR貨物に承継された。この機関車は通常はJR東海伊那松島運輸区に駐在して飯田線辰野駅 - 元善光寺駅間の貨物列車牽引に運用され、交番検査以上の検査施行時に篠ノ井へ回送されていた。飯田線貨物輸送の廃止に伴い、1996年（平成8年）に運用が終了し、2両が残されたが、2002年（平成14年）3月に廃車となった。
なお、当派出では1987年（昭和62年）4月1日のJR発足時より委託を受けて、JR東日本長野総合車両センターのEF64 41・42号機、DD14・DD15・DD16・DE15ディーゼル機関車の管理を行っていた。車両留置も当派出であり、仕業検査も行っていた。
1987年（昭和62年）4月の時点では貨車の交番検査も所管していたが、1999年（平成11年）8月の時点では所管しておらず、以後も所管していない。

### 運転士乗務範囲
2007年（平成19年）11月時点
- 篠ノ井線：篠ノ井駅 - 塩尻駅間[5]
- 信越本線：篠ノ井駅 - 北長野駅間[5]
- しなの鉄道線：篠ノ井駅 - 西上田駅間[5]

### 所属車両の車体に記される略号
「塩」 - 塩尻を意味する「塩」から構成される。

### 所属車両
2024年（令和6年）4月現在、車両の配置はない。

### 過去の所属車両
2008年（平成20年）4月1日現在の所属車両。
- EF64形電気機関車
前月15日のダイヤ改正で、当派出所属のEF64の運用は全廃となり[15]、在籍機の多くは更新機を中心に愛知機関区へ転出した。当派出で廃車になった機もある。0番台の3両（20・64・69）が当派出に留まり籍を残していたが、2009年（平成21年）3月31日付で廃車となった。2009年（平成21年）8月4日の時点では、64号機が前面・側面のナンバープレートを外された以外、往年の姿で3両とも塩尻機関区篠ノ井派出の材料線に長野方より20・64・69の順に連結されて留置されていた。その後、旧篠ノ井貨車区所在地で20は2009年10月中旬に、64は同10月下旬に、69は同11月上旬に解体された。
なお、篠ノ井配置のEF64は、運用中に方向転換を生じることから、1990年代中頃以降、保守管理上の識別のため前面貫通扉下に大きく「 1 」「 2 」のエンド表示を施しており、外観上の特徴となっていた[16]。
- DE10形ディーゼル機関車
1500番台が所属しており、篠ノ井・北長野・南松本各駅構内で入換用に使用されていた。車両は、1526（入換専用）・1527・1528（入換専用）・1529（入換専用）・1723（更新機）。なお、1528は2009年3月23日付で、門司機関区に転出した[17]。

2009年（平成21年）4月1日現在の所属車両。
- DE10形ディーゼル機関車
1526（入換専用）・1527・1529（入換専用）・1723（更新車）。
このうち1527は2009年10月20日付で吹田機関区に転出した[18]。また、1723は2010年2月19日付で愛知機関区に転出した[18]。

2010年（平成22年）4月1日現在の所属車両。
- DE10形ディーゼル機関車
1526（入換専用）・1529（入換専用）・1592（更新車）・1689
このうち、1592は2009年12月14日付で、1689は2009年7月24日付で東新潟機関区より転入[18]。

2011年（平成23年）2月28日現在の所属車両。
- DE10形ディーゼル機関車
1526 1529 1592 1689 [19]

2012年（平成24年）2月1日現在の所属車両。
- DE10形ディーゼル機関車
1526 1529 1592 1674 1689 3509 [20]

- この後、JR貨物の車両基地集約により、篠ノ井派出所属のDE10は新鶴見機関区川崎派出（当時）へ全機転属となり、その篠ノ井常駐運用[21]として、篠ノ井派出で仕業検査や給油・給砂が行われることとなった。南松本駅の入換は、2014年（平成26年）3月のダイヤ改正までに新鶴見機関区のHD300形ハイブリッド機関車に置き換えられ[22]、北長野駅の入換は、2016年（平成28年）3月のダイヤ改正までに構内貨物線の電化が完了し電気機関車による作業に移行した[21]。これらにより、篠ノ井派出でのDE10の運用は全て終了した[21]。